# 365 (芸能プロダクション)
株式会社365（サンロクゴ 英: 365,Incorporation）は、東京都港区に本社、千代田区にAnnexを置く日本の芸能プロダクション。
同社代表取締役;木村英雄が音楽プロダクションから映画製作をメインに行っていた角川春樹事務所（角川書店による吸収前）を経て、1987年に俳優・陣内孝則のマネジメント業務を行うために設立したプロダクション株式会社アップ・デイトの流れを受け継ぐ。1975年から1980年代後期までにマネジメント業務および音楽制作に関わった実演家は、りりィ & Bye-Bye Session Band、桑名正博、南正人、坂本龍一、斉藤ノブ (パーカッション)、伊藤銀次 (ギタリスト)、今剛 (ギタリスト)、井上鑑 (作曲家･編曲家･キーボード)、佐藤博 (作曲家･編曲家･キーボード)、薬師丸ひろ子、原田知世など多数に及ぶ。
アップ・デイトおよび365がマネジメントした実演家には、陣内孝則の他に、中島唱子、河相我聞、他にシンガーソングライター、AOR系シンガーの陣内大蔵（アリオラジャパン・徳間ジャパンコミュニケーションズ)、Jonathan（現在は本名の福田典之でインディーズ活動中・ソニーミュージック）、小島良喜 (ピアニスト)、日本人俳優として中国で絶大な人気を誇る矢野浩二などがいる。
現在は、ニューヨーク出身の音楽プロデューサー兼ミュージシャン (ベーシスト) の日野賢二 (通称"JINO")およびアップ・デイト時代から親交のある音楽アーティスト陣内大蔵の業務サポートを行なっている。

## 提携俳優・音楽アーティスト等
- 日野賢二 official website & Facebook
- 陣内大蔵 official website & Facebook